# Alex Sjögren
John Anton Alexander (Alex) Sjögren, född 4 november 1899 i Kalmar, död 9 mars 1981 i Kalmar, var en svensk civilekonom, företagsledare och konstnär.

## Biografi
Alex Sjögren var son till andre stadsläkaren i Kalmar, Carl Viktor August Sjögren och hans hustru Anna Charlotta Sellgren och från 1932 gift med pianoläraren Anna Carolina Elisabeth (Beth) Arnström. Sjögren avlade civilekonomexamen 1922, var från 1923 anställd som kamrer vid Kalmar ångkvarns AB och från 1960 som verkställande direktör. Han studerade konst för William Nording 1936–1946 och gjorde självstudier under resor till Paris och London. Han studerade grafik för Åke Pettersson-Nåw. Som en av Nordings och Vicklebyskolans lärjungar målade han under flera år av det öländska landskapet. Tillsammans med Maja Bååth ställde han ut i Kalmar 1939 och tillsammans med Gudrun Holm och Lisa Anderberg 1956, samt tillsammans med Annie Lindqvist och Brita Ek i Karlskrona[när?].
Separat ställde han bland annat ut i Kalmar, Växjö, Kristianstad och Mönsterås. Han medverkade i samlingsutställningar arrangerade av Sveriges allmänna konstförening, höstsalongerna på Kalmar konstmuseum, Norra Smålands konstförening utställningar i Jönköping, Smålands konstnärsförbunds utställningar i Värnamo, Kalmar konstförening, Hantverks- och jubileumsutställningen i Kalmar 1947, Torslunda hembygdsförenings årliga utställningar i Ölands Skogsby, Kalmar ABF:s vandringsutställningar samt utställningen Konstnärer kring Kalmar sund. Hans konst består av blomsterstilleben och landskapsskildringar med en stor variation av det öländska landskapet i olja, grafik, blyerts, tusch, sepia, rödkrita eller svartkrita. Sjögren är representerad vid Kalmar konstmuseum, Smålands museum i Växjö och Kristianstads museum. Makarna Sjögren är begravda på Södra kyrkogården i Kalmar.